# Nogometni klub Zagrebački plavi
Il Nogometni klub Zagrebački plavi (in croato squadra calcistica "blu zagabresi"), meglio noto come Zagrebački plavi, è stata una società calcistica di Zagabria.
Fondata nel 1945, ha cessato l'attività nel 1980, quando si è fusa con il NK Zagreb.
Ha disputato più stagioni nella professionistica 2. Savezna liga.

## Storia
Il club viene fondato nel 1945 come NK Jedinstvo, continuando la tradizione del Pekarski ŠK (squadra zagabrese fondata nel 1922), grazie all'accordo dei rappresentanti dell'industria del tabacco e dell'alimentazione di Zagabria ( (Franck, Kraš, Badel, Voće). I fondatori del club sono Đ. Vagner, J. Šegota, P. e M. Lazić, J. Grilec ed i fratelli Postružin, mentre il primo presidente è Milan Badanjek.

Eredita le proprietà del Građanski e del Makabi, ed all'inizio disputa le partite interne allo stadio in via Miramarska per poi trasferirsi allo stadio lungo la Sava.

Mantiene il nome Jedinstvo dal 1945 al 1970, quando cambia in NK Zagrebački plavi e raggiunge la 2. Savezna liga. Nel 1980 si fonde, in pratica viene assorbito, con il NK Zagreb.

## Squadra omonima
Vi era anche un'altra squadra di calcio col nome NK Jedinstvo Zagreb, fondata nel 1949,  ed era la rappresentante della omonima fabbrica a Jakomir, un quartiere di Zagabria. Nel 1953 cambiò il nome in NK Omladinska Tvornica Jedinstvo (abbreviato in OTJ), per poi tornare al nome originario nel 1971. La squadra ha cessato di esistere quando (nel 1992) la proprietà ha venduto il terreno di gioco sito all'interno dello stabilimento.